# Барракан (Парана)
Барракан (порт. Barracão) — город и муниципалитет в Бразилии, входит в штат Парана. Составная часть мезорегиона Юго-запад штата Парана. Входит в экономико-статистический микрорегион Франсиску-Белтран. Население составляет 8976 человек на 2006 год. Занимает площадь 163,931 км². Плотность населения — 54,8 чел./км².

## История
Город основан 14 декабря 1952 года. 

## Статистика
- Валовой внутренний продукт на 2003 год составляет 52 586 512,00 реалов (данные: Бразильский институт географии и статистики).
- Валовой внутренний продукт на душу населения на 2003 год составляет 5771,76 реалов (данные: Бразильский институт географии и статистики).
- Индекс развития человеческого потенциала на 2000 год составляет 0,764 (данные: Программа развития ООН).

## География
Климат местности: субтропический.